# Мохаммед Салісу
Мохаммед Салісу Абдул Карім (англ. Mohammed Salisu Abdul Karim; нар. 17 квітня 1999) — ганський футболіст, центральний захисник клубу «Монако» і збірної Гани.

## Клубна кар'єра
Уродженець Аккри, столиці Гани, Салісу виступав за місцеві футбольні команди, зокрема футбольну академію «Африкан Талент». У жовтні 2017 року переїхав до Іспанії, ставши гравцем футбольної академії іспанського клубу «Реал Вальядолід». 28 січня 2018 року дебютував у складі «Реал Вальядолід Б» (резервної команди «Вальядоліда») в матчі Сегунди Б проти «Корухо».
1 березня 2018 року продовжив свій контракт з клубом до 2021 року. 9 січня 2019 року дебютував в основному складі «Вальядоліда» в матчі Кубка Іспанії проти «Хетафе».
22 травня 2019 роки продовжив свій контракт з клубом до 2022 року . 18 серпня 2019 року дебютував у Прімері (найвищому дивізіоні чемпіонату Іспанії) в матчі проти клубу «Реал Бетіс». 26 жовтня 2019 року забив свій перший гол за «Вальядолід» у матчі Прімери проти «Ейбара».
У серпні 2020 року перейшов до англійського клубу «Саутгемптон».

## Статистика виступів

### Статистика клубних виступів
Станом на 14 серпня 2020
| Клуб               | Сезон              | Ліга               | Ліга | Ліга | Національний кубок | Національний кубок | Кубок ліги | Кубок ліги | Інші | Інші | Загалом | Загалом |
| Клуб               | Сезон              | Дивізіон           | Ігри | Голи | Ігри               | Голи               | Ігри       | Голи       | Ігри | Голи | Ігри    | Голи    |
| ------------------ | ------------------ | ------------------ | ---- | ---- | ------------------ | ------------------ | ---------- | ---------- | ---- | ---- | ------- | ------- |
| Реал Вальядолід Б  | 2017–18            | Сегунда Дивізіон Б | 13   | 1    | —                  | —                  | —          | —          | —    | —    | 13      | 1       |
| Реал Вальядолід Б  | 2018–19            | Сегунда Дивізіон Б | 26   | 0    | —                  | —                  | —          | —          | —    | —    | 26      | 0       |
| Реал Вальядолід Б  | Загалом            | Загалом            | 39   | 1    | —                  | —                  | —          | —          | —    | —    | 39      | 1       |
| Реал Вальядолід    | 2018–19            | Ла-Ліга            | 0    | 0    | 2                  | 0                  | —          | —          | —    | —    | 2       | 0       |
| Реал Вальядолід    | 2019–20            | Ла-Ліга            | 31   | 1    | 1                  | 0                  | —          | —          | —    | —    | 32      | 1       |
| Реал Вальядолід    | Загалом            | Загалом            | 31   | 1    | 3                  | 0                  | —          | —          | —    | —    | 34      | 1       |
| Саутгемптон        | 2020–21            | Прем'єр-ліга       | 0    | 0    | 0                  | 0                  | 0          | 0          | —    | —    | 0       | 0       |
| Загалом за кар'єру | Загалом за кар'єру | Загалом за кар'єру | 70   | 2    | 3                  | 0                  | 0          | 0          | —    | —    | 73      | 2       |

1. ↑  Враховуючи матчі в Кубку Іспанії

### Статистика виступів за збірну
Станом на 2 грудня 2022 року
| Дата       | Місто     | Господарі      | Результат | Гості     | Турнір                  | Голи | Примітки |
| ---------- | --------- | -------------- | --------- | --------- | ----------------------- | ---- | -------- |
| 23-9-2022  | Гавр      | Бразилія       | 3 – 0     | Гана      | товариський матч        | -    | 46'      |
| 27-9-2022  | Лорка     | Нікарагуа      | 0 – 1     | Гана      | товариський матч        | -    |          |
| 17-11-2022 | Абу-Дабі  | Гана           | 2 – 0     | Швейцарія | товариський матч        | 1    | 77'      |
| 24-11-2022 | Доха      | Португалія     | 3 – 2     | Гана      | ЧС 2022 - груповий етап | -    |          |
| 28-11-2022 | Ер-Раян   | Південна Корея | 2 – 3     | Гана      | ЧС 2022 - груповий етап | 1    |          |
| 2-12-2022  | Ель-Вакра | Гана           | 0 – 2     | Уругвай   | ЧС 2022 - груповий етап | -    |          |
| Усього     |           | Матчів         | 6         |           | Голів                   | 2    |          |